# Danyło Ihnatenko
Danyło Ihorowycz Ihnatenko, ukr. Данило Ігорович Ігнатенко (ur. 13 marca 1997 w Zaporożu) – ukraiński piłkarz grający na pozycji pomocnika we francuskim klubie Girondins Bordeaux.

## Kariera klubowa
Wychowanek Szkoły Sportowej Metałurh Zaporoże, barwy której bronił w juniorskich mistrzostwach Ukrainy (DJuFL). 20 sierpnia 2014 rozpoczął karierę piłkarską w juniorskiej drużynie Metałurh U-19, a 30 maja 2015 debiutował w Premier-lidze. Po rozwiązaniu Metałurha w styczniu 2015 podpisał kontrakt z Szachtarem Donieck. 23 lutego 2018 został wypożyczony do FK Mariupol. 22 czerwca 2019 roku został piłkarzem Ferencvárosi. 31 stycznia 2020 wrócił do Szachtara. 6 lutego 2020 ponownie został wypożyczony do FK Mariupol.

## Kariera reprezentacyjna
W 2016 debiutował w młodzieżowej reprezentacji Ukrainy.